# 직인

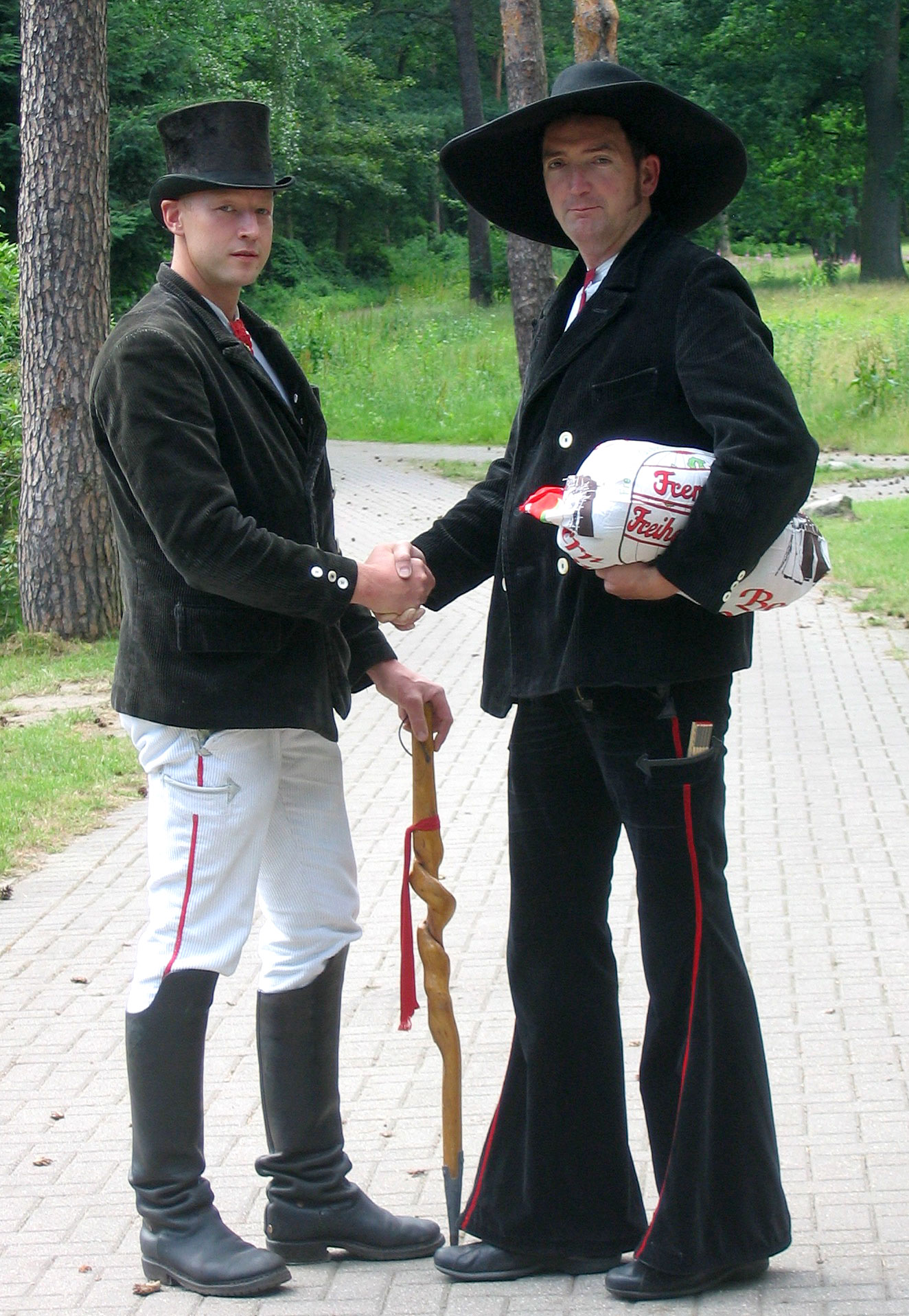
전통 직인복을 입은 독일 직인들(2006년).

직인(職人, 영어: journeyman, 독일어: Geselle)은 서양 전통 수공업 체계에서, 도제 과정을 마친 숙련공을 말한다. 여기저기를 떠돌아다니면서 일감을 받는다. 직인이 한 곳에 정착하여 자기 가게를 내고 제자로 도제를 거느리게 되면 장인이 된다.

## 같이 보기
- 직업교육